# Khorramabad (shahrestan)
Khorramabad (persiska: خُرَّم‌آباد), eller Shahrestan-e Khorramabad (شهرستان خرم‌آباد), är en delprovins (shahrestan) i Iran. Den ligger i provinsen Lorestan, i den västra delen av landet. Administrativt centrum är staden Khorramabad.
Delprovinsen hade 506 471 invånare 2016.